# Pawlo Sajzew
Pawlo Iwanowytsch Sajzew (ukrainisch Павло Іванович Зайцев; * 11. Septemberjul. / 23. September 1886greg. in Sumy, Gouvernement Charkow, Russisches Kaiserreich; † 2. September 1965 in München, Deutschland) war ein ukrainischer Philologe, Literaturkritiker, Schewtschenko-Biograph und Mitglied der ukrainischen Zentralna Rada.

## Leben
Pawlo Sajzew kam in der Stadt Sumy in der heute ukrainischen Oblast Sumy zur Welt. Nachdem er 1904 am Alexander-Gymnasium in Sumy sein Abitur gemacht hatte, studierte er an der Juristischen Fakultät der Universität Sankt Petersburg, die er 1913 absolvierte.
Er erlebte 1905 in Sankt Petersburg die Russische Revolution mit und wurde im gleichen Jahr Mitglied der Revolutionären ukrainischen Partei. In Petersburg war er Teil der dortigen ukrainischen Gemeinde, der unter anderem Dmytro Doroschenko, Serhij Jefremow, Dmytro Donzow, Oleksandr Lotozkyj, das Ehepaar Oleksandr und Sofija Rusowa, Petro Stebnyzkyj und Oleksandr Hruschewskyj angehörten.
Nach seinem Studium unterrichtete er an Petersburger Gymnasien Russisch, Latein, Griechisch, Polnisch und Ukrainisch und leitete in der ukrainischen Gemeinde ein Studienseminar über Taras Schewtschenko. Zur gleichen Zeit begann er, das Leben und Werk Schewtschenkos zu untersuchen, Material für dessen Biografie zu sammeln und zu veröffentlichen. Zwischen 1912 und 1914 publizierte er zahlreiche, damals unbekannte, Werke und Briefe sowie Dokumente und Materialien zu Schewtschenkos Biografie.
Nach der Oktoberrevolution 1917 wurde er Mitglied der Gesellschaft des ukrainischen Progressiven (Товариство українських поступовців (ТУП) Towarystwo ukrajinskych postupowziw (TUP)) und in das Exekutivkomitee des ukrainischen Nationalrates in Petrograd gewählt. Im April 1917 wurde er von der Provisorischen Regierung zum Bezirkskommissar im Karpatenvorland ernannt. und das Exekutivkomitee des ukrainischen Nationalrates in Petrograd wählte ihn zum Abgeordneten der Zentralna Rada. Im selben Jahr trat er der ukrainischen Partei der Sozialistischen Föderalisten (Украї́нська па́ртія соціалі́стів-федералі́стів (УПСФ) Ukrajinska partija sozialistiw-federalistiw (UPSF)) bei und wurde Mitglied ihres Zentralkomitees. In Kiew angekommen unterrichtete er Pädagogik an der Pädagogischen Akademie der Wissenschaft, war als Abgeordneter der Zentralna Rada tätig und wurde zum Stabschef des Generalsekretariats für Bildung unter Wjatscheslaw Prokopowytsch ernannt. Im Herbst 1919 verließ er, zusammen mit den Institutionen der Ukrainischen Volksrepublik (UVR), Kiew, das im Verlauf des Russischen Bürgerkriegs in kurzer Zeit nacheinander von Truppen Denikins und der Bolschewiki besetzt wurde.
1920 war er im Ukrainischen Staat (Hetmanat) Direktor der Abteilung für Allgemeine Angelegenheiten des Bildungsministeriums sowie Herausgeber des Verlags „Друкар Drukar“ und der Zeitschrift „Наше минуле Nasche mynule“, in der er viele Artikel zur Geschichte der ukrainischen Literatur veröffentlichte.
Nach der kommunistischen Machtübernahme in der Ukraine verließ er Kiew und wurde Leiter der Kultur- und Bildungsabteilung der Armee der UVR. 1921 wurde er Mitglied des Rates der UVR im polnischen Tarnów und im gleichen Jahr zog er nach Warschau, wo er Sekretär der diplomatischen Mission der UVR wurde.
Dort arbeitete er zudem als Angestellter des Ukrainischen Wissenschaftlichen Instituts und lehrte zwischen 1921 und 1929 an der Universität ukrainische Sprache und Sprachgeschichte. 1938 wurde er in der Philologie-Abteilung der Wissenschaftlichen Gesellschaft Schewtschenko Vorsitzender der Schewtschenko-Studienkommission und zum echten Mitglied der Gesellschaft gewählt. In Warschau veröffentlichte er zudem zahlreiche Bücher zur Biografie Schewtschenkos. Er emigrierte 1941 nach Berlin und arbeitete bei der Zeitschrift Ukrainian Bulletin, dem Gremium der Ukrainischen Nationalvereinigung. 1963 wurde er Mitglied des ukrainischen Nationalrats und Dekan der Philosophischen Fakultät der Ukrainischen Freien Universität in München.
Er starb 78-jährig in München und wurde dort am 6. September auf dem Waldfriedhof beigesetzt.

## Hauptwerk
- Das Leben von Taras Schewtschenko (ukrainisch: Життя Тараса Шевченка Schyttja Tarassa Schewtschenka) Kiew: Oberi, 2004 - 480 Seiten[6] Paris, New York, München, 1955, in englischer Version unter der Redaktion von Y. Lutsky – Taras Shevchenko: A Life, Toronto, 1988[1]